# Plagiochila demissa
Plagiochila demissa là một loài rêu trong họ Plagiochilaceae. Loài này được Gottsche mô tả khoa học đầu tiên.